# Винита (Оклахома)
Винита (енгл. Vinita) град је у америчкој савезној држави Оклахома.

## Демографија
По попису из 2010. године број становника је 5.743, што је 729 (-11,3%) становника мање него 2000. године.
| Група             | 2000.         | 2010.         |
| Белци             | 4.321 (66,8%) | 3.584 (62,4%) |
| Афроамериканци    | 396 (6,1%)    | 225 (3,9%)    |
| Азијати           | 18 (0,3%)     | 34 (0,6%)     |
| Хиспаноамериканци | 96 (1,5%)     | 177 (3,1%)    |
| Укупно            | 6.472         | 5.743         |